# Óscar Cristi Gallo
Óscar Cristi Gallo   (Valparaíso, 29 de juny de 1916 - 25 de març de 1965) va ser un oficial de policia i genet xilè que va competir durant la dècada de 1950.
El 1952 va prendre part en els Jocs Olímpics d'Estiu de Londres, on va disputar dues proves del programa d'hípica. En ambdues, el concurs de salts individual i el concurs de salts per equips guanyà la medalla de plata. Formà equip amb César Mendoza i Ricardo Echeverría, i muntà el cavall Bambi.
En el seu palmarès també destaquen dues medalles de bronze de salts per equips als Jocs Panamericans, el 1955 i 1959.
Va morir en un accident de trànsit el 25 de març de 1965.